# Marco Achmüller

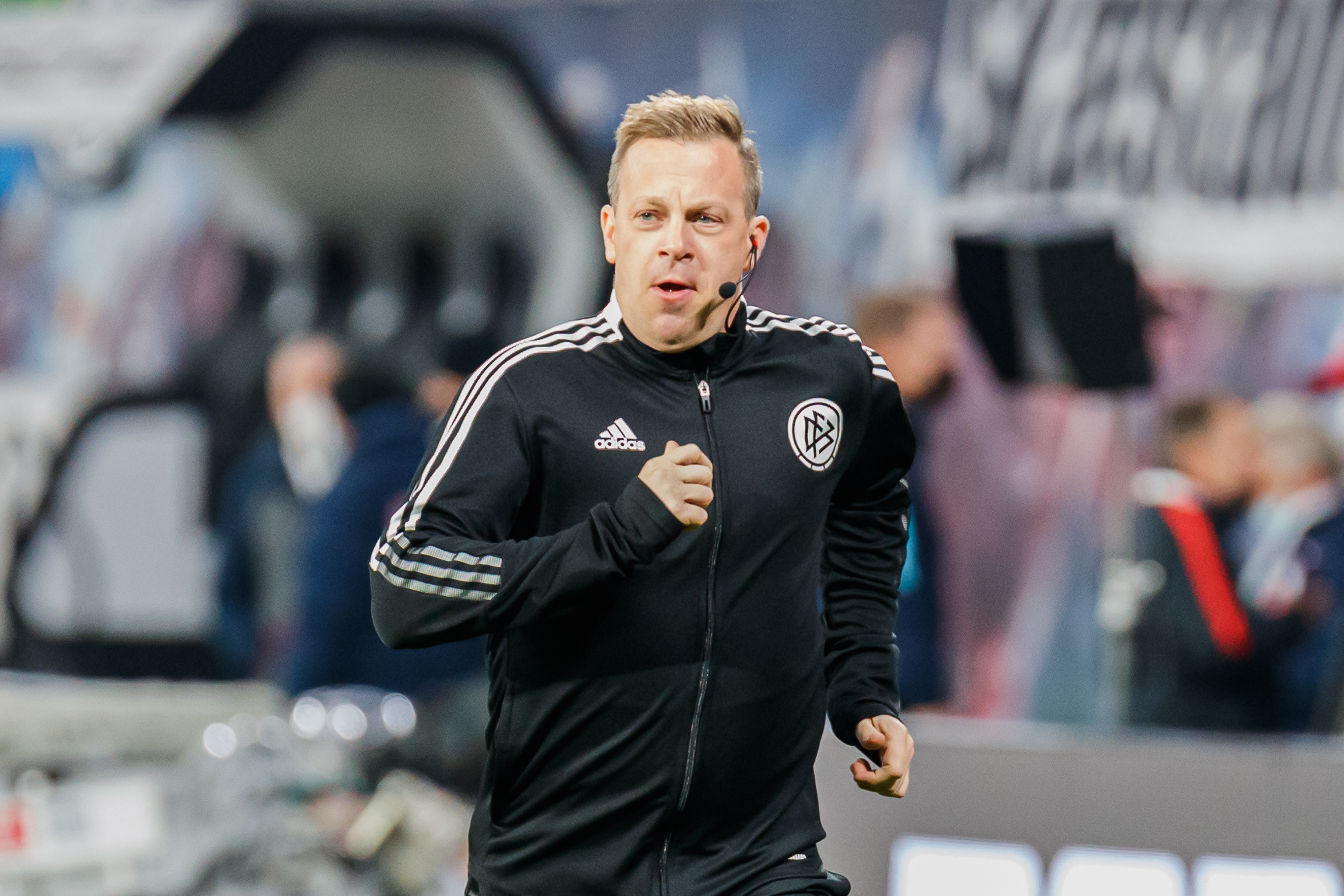
Achmüller (2021)

Marco Achmüller (* 17. Oktober 1979) ist ein deutscher Schiedsrichter.

## Einsätze
Achmüller ist seit 1995 Schiedsrichter. Er pfiff bisher Spiele in der 3. Liga, Regionalliga, Bezirksoberliga und war 2016 in der EM Ersatzschiedsrichter für das deutsche Gespann. Am 1. Spieltag der Saison 2009/10 wurde er erstmals in der Bundesliga als erster Schiedsrichterassistent eingesetzt. Im Schiedsrichtergespann von Felix Zwayer ist er meist zweiter Schiedsrichterassistent. Seit 2014 ist er FIFA-Schiedsrichterassistent.
Für die Europameisterschaft 2024 in Deutschland wurde Achmüller gemeinsam mit Stefan Lupp im Team um Felix Zwayer nominiert. Das Gespann kam auf vier Einsätze, darunter ein Halbfinale.
Am 10. Dezember 2024 gab der DFB bekannt, dass Achmüller ab dem Jahr 2025 nicht mehr auf der Liste der FIFA-Schiedsrichterassistenten stehen wird.
Hauptberuflich arbeitet Marco Achmüller als Speditionskaufmann, lebt im niederbayerischen Bad Füssing und ist Vater zweier Kinder.